# Dadeville, Alabama
Dadeville là một thành phố thuộc quận Tallapoosa, tiểu bang Alabama, Hoa Kỳ. Dân số năm 2009 là 3233 người, mật độ đạt 78 người/km².